# Espinhel (Águeda)
Espinhel ist ein Dorf und eine ehemalige Gemeinde (Freguesia) im portugiesischen Kreis Águeda. In der Freguesia Espinhel lebten 2486 Einwohner (Stand 30. Juni 2011) auf einer Fläche von 12,4 km².

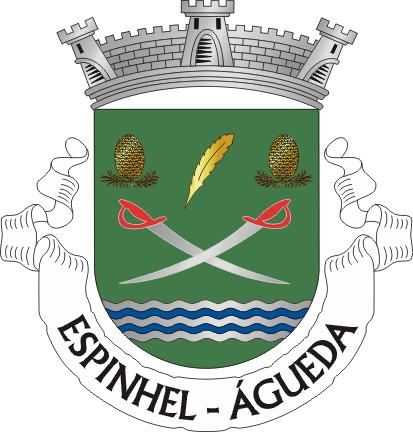
Das Wappen der ehemaligen Freguesia

Am 29. September 2013 wurden die Freguesias Espinhel und Recardães zur neuen Freguesia União das Freguesias de Recardães e Espinhel zusammengefasst.